# Rusko-gruzijska vojna
Rusko-gruzijska vojna je bila oborožen spopad med Gruzijo na eni strani ter Rusko federacijo, Južno Osetijo in Abhazijo na drugi strani. Vojna se je začela 1. avgusta 2008 z eksplozijo improvizirane eksplozivne naprave, ki je ranila pet gruzinskih policistov. Istega dne se je začelo obstreljevanje gruzinskih vasi in odziv. Boji so se stopnjevali in 7. avgusta je Gruzija napadla separatistično Južno Osetijo, ki se je že dalj časa upirala gruzijskemu nadzoru. Ker je bila Južna Osetija pod močnim ruskim vplivom, se je v vojno kmalu vmešala Rusija in v Abhazijo poslala vojsko, hkrati pa je na severu Gruzije v Južni Osetiji odprla novo fronto, ki je še dodatno obremenila gruzinsko vojsko. Rusija je Gruzijo lažno obsodila »genocida« in »agresije proti Južni Osetiji« ter invazijo poimenovala »mirovna operacija«.
Maloštevilčna in slabo opremljena gruzijska vojska ni bila kos profesionalni ruski armadi, zato se je začela umikati. Po nekaj dneh bojev so ruske sile zasedle skoraj vse ozemlje v Abhaziji in Južni Osetiji tako, da so se začeli boji širiti na nesporno gruzijsko ozemlje. Po posredovanju Evropske unije in Nata se je vojna končala 16. avgusta 2008. Vojna je postala znana tudi potem, da je zasenčila 29. olimpijske igre v Pekingu.

## Predhodno dogajanje
Prihajajoči razpad Sovjetske zveze v začetku leta 1991 je povzročil nastanek številnih osamosvojitvenih gibanj in posledično nove države. Z novim stanjem pa se številni, predvsem manjšine, niso strinjali saj so izgubili številne pravice in postali zatirani v novonastalih državah. To je prišlo najbolj do izraza na Kavkazu, ki so ga v pred in postsovjetskem času zaznamovale številne krvave vojne. Novonastala Gruzija ni bila nobena izjema. Prvi spopadi so se tam začeli že januarja 1991, ko so želele gruzijske varnostne sile uničiti severno osetijsko separatistično gibanje. Za majhno gruzijsko vojsko je bila vojna težka preizkušnja saj so Severni Osetiji pomagale nekdanje sovjetske enote, ki so kasneje prešle pod nadzor Ruske federacije. Enoletni spopadi so imeli za posledici 2.000 mrtvih iz domov je bilo pregnanih več kot 100.000 ljudi na obeh straneh, prišlo pa je tudi do pobojev civilnega prebivalstva, ki sta ga izvajali obe strani vpleteni v vojno. Istočasno se je Gruzija zapletla tudi v spopad z Abhazijo, tudi ta vojna ni bila nič manj krvava saj sta imeli obe strani skupaj več kot 40.000 mrtvih ranjenih in pogrešanih. Tudi v tej vojni so se dogajali številni zločini nad civilni prebivalstvom. Vojna med Gruzijo in Severno Osetijo se je končala 24. junija 1992 s podpisom mirovnega sporazuma v Sočiju, vojna med Gruzijo in Abhazijo pas se je končala leto pozneje s premirjem podpisanim 27. julija 1993 prav tako v Sočiju. Po dogovoru so na sporna ozemlja prišli mirovniki in opazovalne skupine, ki so nadzirale izvajanje ukrepov določenih iz mirovnega sporazuma.
Stvari so do leta 2003 ostale praktično nespremenjene, dokler v Gruziji ni s t. i. revolucijo vrtnic na oblast prišel Miheil Saakašvili. Njegova proameriško usmerjena politika, katere končni cilj je bil vstop Gruzije v NATO, je postala trn v peti Rusije, saj je ta celoten Kavkaz smatrala kot svoje interesno območje. V letih, ki so sledila, so se odnosi med Gruzijo in Rusijo začeli vedno bolj ohlajati. To se je začelo kazati tudi na vojaškem področju, saj se je začela gruzijska vojska izdatno oboroževati. Poleg vstopa Gruzije v NATO je bil cilj Saakašvilija tudi priključitev Južne Osetije in Abhazije k matični Gruziji. Sprva so sprte strani želele nesporazume rešiti po diplomatski, vendar so bile zamere in nasprotja prevelika, zato sta se državi leta 2008 znašli na robu vojne.
Kriza se je začela, ko je gruzijska vojska začela ob meji z Južno Osetijo in Abhazijo nameščati dodatne vojaške enote. Rusi so na to odgovori s povečanjem števila mirovnikov. Sredi aprila 2008 so Rusi nad Abhazijo sestrelili brezpilotno gruzijsko letalo s čimer so se napetosti med državama še dodatno povečale, Gruzija je na to odgovorila s povečanjem števila vojakov na meji z Abhazijo in Južno Osetijo. Napetosti so se kazala tudi s številnimi vojaškimi vajami, ki sta jih ob meji izvajali ob strani. Do prvih obmejnih spopadov je prišlo v jutranjih urah iz 14. na 15. junij, ko je gruzijska vojska začela obstreljevati vasi v Južni Osetiji. V napadih sta umrla dva civilista več pa je bilo ranjenih. S tem napadom se je začne spirala nasilja, ki na koncu pripelje do vojne. V naslednjem mesecu je na spornih ozemljih prišlo do številnih krvavih incidentov. Obe strani sta za nasilje obtoževale eno druga.

## Vojna

### Južna Osetija
Ob 8:00 zjutraj je na cesti v bližini Chinvala eksplodirana improvizirana eksplozivna naprava, ki je ranila pet gruzinskih policistov. Večina poročil je bila enotnih, da je bombo nastavila južna Osetija. Kot povračilo so gruzinski ostrostrelci napadli južno Osetijske položaje in ubili 4 separatiste in ranili 7.
Istega dne so separatisti začeli silovito obstreljevanje gruzinskih vasi, Gruzinci pa so izvedli protinapade. V sledečih nočeh se je obstreljevanje nadaljevalo, ubitih je bilo več civilistov, vojakov in policistov. Topniški napad separatistov je prekršil premirje iz leta 1992.
3. avgusta se je namestnik ruskega ministra za obrambo tajno sestal s predstavniki separatisov v Chinvalu in istega dne so se začele evakuacije civilistov iz južne Osetije v Rusijo. Na bodočem ozemlju bojev je bilo evakuiranih 90% civilistov. Iz severne Osetije in severnega Kavkaza so začeli prihajati prostovoljci za boj proti Gruzinom. Predsedniški odposlanec južne Osetije v Moskvo je naznanil začetek železniške vojne proti Gruziji. Rusija je napovedala, da bo na strani separatistov in 6. avgusta so se začele zbirati ruske enote na mejah Gruzije. Istega dne je rusko ministrstvo za zunanje zadeve preprečilo poskus gruzinskega predsednika Miheila Saakašvilija, da bi kontaktiral ruskega predsednika, češ da »čas za predsedniška pogajanja še ni prišel«.
Na celotni kontaktni meji z južno Osetijo je popoldne 6. avgusta izbruhnilo obstreljevanje med gruzinskimi in separatističnimi silami, ki je trajalo do jutra. Vodja separatistov je 7. avgusta naznanil, da so pripravljeni v naslednjih urah izvesti ofenzivo. Gruzinska vojska je na mejo poslala dodatne enote, da bi odvrnila dodatne napade. Opazovalci OSCE so popoldne opazili povečan gruzinski vojaški promet.
Ob 16:00 7. avgusta je gruzinski minister za reintegracijo Temur Iakobašvili prispel v Chinvali na srečanje s predstavniki separatistov in ruskim diplomatom, vendar se nihče od njih ni pojavil. Separatisti so dan pred tem zavrnili pogajanja z Gruzijo in zahtevali sestanek z mirovno misijo, ki jo je pa Gruzija zapustila v marcu. Iakobašvili je poročal, da je Chinvali bil povsem prazen.
Ob 19:00 je Saakašvili razglasil premirje. Po le treh urah pa se je nadaljevalo separatistično obstreljevanje vasi Tamarašeni in Prisi. Visok častnik v gruzinski vojski je v odzivu na obstreljevanje naznanil, da bo »obnovil ustavni red«. Rusija je sodelovala v napadih na vasi. Po poročanju gruzinske obveščevalne službe in nekaterih ruskih medijev, je del redne ruske vojske že tega dne vstopil v južno Osetijo, vendar Gruzija tega ni javno naznanila. V noči na 8. avgust je skozi Rokijski predor vstopilo večje število ruskih enot, na kar je Saakašvili ob 23:00 ukazal vojaški odziv, saj je menil, da bo odziv Zahoda prepočasen.

#### Bitka za Chinvali
"All the evidence available to the country team supports Saakashvili's statement that this fight was not Georgia's original intention. Key Georgian officials who would have had responsibility for an attack on South Ossetia have been on leave, and the Georgians only began mobilizing August 7 once the attack was well underway. As late as 2230 last night Georgian MOD and MFA officials were still hopeful that the unilateral cease-fire announced by President Saakashvili would hold. Only when the South Ossetians opened up with artillery on Georgian villages, did the offensive to take Tskhinvali begin."

—A confidential report sent on August 8, 2008, by the US Embassy in Tbilisi, leaked by WikiLeaks.
Ob 23:35 je gruzinska vojska v južno Osetijo izstrelila dime bombe. Po 15-minutnem premoru, domnevno, da bi lahko civilisti pobegnili, se je začelo obstreljevanje pozicij separatistov. Sprva so se izogibali obstreljevanju ruskih enot mirovne misije, ki naj bi bile nevtralne, vendar ker so delovale pod poveljstvom Rusije, so sprožile napade na gruzinsko vojsko.
V zgodnjih jutranjih urah 8. avgusta sledil še napad enot gruzijske vojske, katerih glavni cilj je bilo mesto Chinvali. Gruzijska vojska je mesto obkolila in ga začela bombardirati z letali in topništvom, hkrati pa so začele v predmestje prodirati prve enote gruzijske vojske. V predmestjih so se začeli prvi ostri spopadi, ki pa so se nato začeli seliti proti centru mesta. V spopade so se vmešali ruski mirovniki, ki so se postavili na stran milice Južne Osetije. Število žrtev je začelo na vseh straneh naraščati, med spopadi ni bilo prizanešeno niti civilistom in civilnim objektom, kot so bolnice, šole, in stanovanjske zgradbe. Ker je bilo videti, da bo center mesta kmalu padel v gruzijske roke, so Rusi na pomoč svojim enotam poslali vojno letalstvo, ki je napadlo gruzijske vojaške položaje in oklepne kolone. Na severu mesta pa so se že začele zbirati enote redne ruske vojske, ki so tja prispele skozi cestni tunel Roki. Ta tunel je med rusko-gruzijsko vojno odigral ključno vlogo saj je predstavljal edino vez med Rusijo in Južno Osetijo. Od tunela je nato proti Chinvaliju vodila strateško pomembna cesta čez most Gupta. Na prvi dan vojne bi morala gruzijska vojska most uničiti vendar se ji to ni posrečilo zato so imele ruske sile neoviran dostop do Chinvalija. Proti koncu prvega dneva vojna je tako ruska vojska že dosegla premoč in začela odbijati vse gruzijske napade. Kot izredno uspešni so se izkazali tudi napadi osetijskih odporniških skupin in milic, ki so iz zasede napadale gruzijske oklepne kolone.
Ker so Rusi zaradi slabih cestnih komunikacij in neprestanih napadov gruzijskih posebnih enot s težavo premeščali svoje enote v Južno Osetijo je to rusko težavo izkoristila gruzijska vojska. Tako je drugi dan vojne v okolici Chinvalija izvedla več ofenziv, ki pa so vse zaradi močne ruske obrambe in velikih izgub na gruzijski strani propadle. Prišlo je tudi do nekaj tankovskih spopadov gruzijski protiletalski obrambi pa je med spopadi nad Gruzijo in Severno Osetijo uspelo sestreliti večje število ruskih letal zaradi česar so morali Rusi začasno prekiniti bojne poleten nad Gruzijo. Nekoliko več sreče v bojih je imela gruzijska vojska le v Chinvaliju, ki ga je skoraj v celoti zasedla vendar ne za dolgo. Tretji dan vojne so Rusi z novimi okrepitvami in pomočjo osetijske milice ponovno zasedli mesto, tako, da se je morala gruzijska vojska umakniti južno od mesta. Zaradi vse večjega ruskega pritiska pa se je gruzijska vojska morala umakniti tudi iz drugih predelov Južne Osetije. Njeno stanje se je iz ure v uro slabšalo rusko vojno letalstvo je skoraj popolnoma uničilo gruzijsko topništvo tako, vojska je tako ostala brez kritja. Odsotnost nasprotnikovega topništva pa so izkoristili Rusi in izvedli več napadov na celotni fronti. Gruzijski vojski tako ni ostalo drugega, kot da se se umakne iz celotne Južne Osetije in vzpostavi novo obrambno črto na njenih mejah.
Vojska Gruzije se je po izgubljeni bitki za Osetijo umaknila v mesto Gori. Mesto leži nekaj deset kilometrov južno od meje z Južno Osetijo. Gori je od začetka konflikta predstavljal glavno logistično bazo gruzijske vojske za izvajanje operacij v Osetiji zato je bil že več dni izpostavljen nenehnim ruskim letalskim napadom. Še isti dan umika je v javnost prišel podatek, da se ruska vojska ne bo ustavil na meji ampak bo napredovala v Gori ter nato proti Tbilisiju, glavnemu mestu Gruzije. V mestu Gori je medtem izbruhnila panika, ljudje so množično začeli zapuščati svoje domove, na odhod se je začela pripravljati tudi gruzijska vojska. Ruski napad se je začel v jutranjih ura 11. avgusta z močnimi letalskimi in topniškimi napadi. Obstreljevanje je bilo tako intenzivno, da so začeli gruzijski vojaki v paniki zapuščati obrambne položaje in bežati v zaledje. Ker je bilo videti, da bodo Rusi grožnje uresničili je bil gruzijskim enotam v Goriju izdan ukaz za umik proti Tibilisiju kjer naj bi vzpostavili obrambo mesta. Umik se je začel naslednji dan 12. avgusta in se kmalu spremenil v pa nični beg, vsaka enota se je umikala zase brez kakršnega koli reda in prednosti zato je prihajalo do zastojev in nesreč. Umikajoča se gruzijska vojske je za seboj pustila ogromno vojaške opreme, ki se je kasneje izkazalo, da je ameriškega oz. zahodnega izvora. Rusi so v mesto vstopili 13. avgusta skoraj brez bojev tam ostali dva dni ter nato pot nadaljevali proti Tbilisiju. Medtem so v mestu uničili ali odpeljali vso zaseženo vojaško opremo. Rusko napredovanje proti Tbilisiju je potekalo bolj ali manj brez težav mestu so se približali na 55 km njihovo napredovanje se je ustavilo na strateško pomembnem križišču v kraju Igoeti na ukaz poveljnika ruske vojske v Gruziji.
Na prvi dan vojne se je pod ruskimi letalskimi napadi znašlo tudi glavno mesto Gruzije, Tbilisi. Tarče napada so postala vojaška poslopja in vojaška letališča, med njimi pa sta se znašli tudi mednarodno letališče v Tbilisiju in tovarna letal.

### Abhazija
Za razliko od Južne Osetije Abhazija tistega 7. avgusta ni bila tarča gruzijskega napada. Vojna se je v Abhaziji začela šele s prihodom Ruske vojne mornarice 10. avgusta. Rusi so nameravali Abhazijo uporabiti kot izhodiščno točko za napad na Gruzijo s čimer bi razbremenili ruske enote v Severni Osetiji, ki so se srečevale s številnimi logističnimi težavami pri prehodu gorovja Kavkaz. Desetega avgusta se je tako na abhazijski obali pod okriljem ruske Črnomorske flote izkrcalo okoli 9.000 ruskih vojakov katerim pa se je kasneje pridružilo še okoli 5.000 vojakov pravkar mobilizirane abhazijske vojske. Gruzijska vojska je na rusko izkrcanje reagirala tako da je proti ruskemu ladjevju poslala več patruljnih ladij in raketnih topnjač. Do spopada je prišlo v noči iz 9. na 10. avgust, čeprav ni točnih podatkov naj bi v kratkotrajnem spopadu gruzijska vojna mornarica izgubila eno patruljno ladjo medtem ko je ruska vojna mornarica spopad prestala brez škode.
Rusko napredovanje skozi Abhazijo je bilo hitro saj so prebivalci podpirali rusko vojsko,tako da so, 11. avgusta, ruski padalci že začeli izvajati bojne operacije na gruzijsko-abhazijski meji. Ker je bila gruzijska vojska prezaposlena z boji v Južni Osetiji je ruska vojska pri svojem napredovanju naletela na minimalen odpor gruzijske vojske, do 12. avgusta so ruski tanki že prišli v glavno gruzijsko pristanišče Poti in ga obkolili na vzhodu pa so dosegli mesto Senaki kjer se je njihovo napredovanje ustavilo. Med boji je rusko vojno letalstvo sestrelilo dva gruzijska helikopterja ter popolnoma uničilo vojaško bazo pri Sanaki. V pristanišču Poti pa je ruska vojska razstrelila več gruzijskih vojaških ladij, ki jim ni uspelo pobegniti v Batumi. Razsulo gruzijske vojske je izkoristila vojska Abhazije in na severu Abhazije napadla območje Kodori kjer so večinoma živeli Gruzijci. Boji so ponehali 13. avgusta ko je večina vojakov in gruzijskih civilistov zapustila to območje.

## Konec vojne in njene posledice
Vojna v Južni Osetiji je šokirala svet s tem, da je zasenčila otvoritveno slovesnost 29. olimpijskih iger v Pekingu. Poleg svetovne javnosti je šokirala tudi politično, predvsem zunanjo politiko ZDA in Evropske unije, zaradi česar so se začele hitro iskati rešitve za končanje konflikta. Prva pogajanja o prekinitvi sovražnosti so se začela 10. avgusta, ta niso obrodila sadov, so pa Rusi naznanili, da se bodo začeli pogajati, ko bodo končali vse vojaške operacije, ki so jih imeli v načrtu. Ruska vojska je prenehala z vojaškimi operacijami 12. avgusta. Tega dne je ruski predsednik Dimitrij Medvedjev izjavil, da je ruska vojska izpolnila vse glavne cilje za vzpostavitev miru in zaščiti civilnega prebivalstva ter da je bil agresor ustrezno kaznovan in da je utrpel velike izgube. Še isti dan je Medvedjev ob navzočnosti francoskega predsednika Nicolasa Sarkozyja sprejel mirovni načrt, ki sta ga predlagala Evropska unija in ZDA, nekoliko kasneje istega dne je mirovni načrt sprejela tudi Gruzija. Da dni kasneje, 14. avgusta sta mirovni načrt podpisala tudi predsednika Abhazija in Južne Osetije s čimer je bila vojna dokončno končana.
Po končanih spopadih so se Rusi začeli umikati iz zasedenih ozemelj, njihov umik je potekal počasi in postopoma, zadnje ruske enote so zasedena gruzijska ozemlja zapustila šele konec septembra. Med umikom je občasno prihajalo tudi do incidentov posledica katerih so bile tudi smrtne žrtve.

## Žrtve in škoda
Med vojno in po njej je postalo jasno, da je bil cilj gruzijske ofenzive v Južni Osetiji etnično čiščenje katerega glavni cilj je bil pregon prebivalcev Južne Osetije, ki niso bili gruzijske narodnosti. Po posredovanju ruske vojske so se podobne taktike posluževale tudi osetijske milice, ki so po umiku gruzijske vojske začele napadati gruzijska naselja in prebivalce. Med vojno naj bi tako iz Južne Osetije v Severno Osetijo pobegnilo okoli 30.000 civilistov, 15.000 Gruzijcev pa je iz Južne Osetije pobegnilo v Gruzijo. Med boji je v Južni Osetiji umrlo med 162 in 365 civilistov v Gruziji pa 224, 15 je bilo pogrešanih 542 pa ranjenih.
Med boji je nastala tudi ogromna materialna škoda najbolj je bilo poškodovano mesto Chinvali, po ocenah naj bi bilo zaradi bojev in bombardiranja poškodovanih kar 70% zgradb. Zaradi maščevanja iz ene in drug strani so bile požgane številne vasi z večinskim gruzijskim in osetijskim prebivalstvom. Veliko škode je nastalo tudi v Gruziji daleč za frontno črto. Ruski letalski napadi so uničili številna letališča, tovarne in prometno infrastrukturo. Gruzijsko stran je vojna stala 250 milijonov dolarjev. Gruzijska vojska je med spopadi izgubila 5% svojih zmogljivosti izgube so znašale: 40 tankov, 1.728 kosov ročnega orožja, devet letal in helikopterjev ter 19 ladij. Točnih podatkov o ruskih izgubah ni, po različnih ocenah naj bi te znašali okoli 44 milijonov dolarjev, najbolj je zanimiv podatek o ruskih letalskih izgubah. Rusi naj bi nad gruzijskem nebom izgubili kar štiri letala kar kaže na eni strani na izredno moč gruzijske protiletalske obrambe in nemoč uspešne obrambe večjega Ruskega vojnega letalstva. Petdnevna vojna naj bi Rusijo stala okoli 508 milijonov dolarjev.

## Dogodki po vojni
Vojna je imela katastrofalne politične in gospodarske posledice za Gruzijo. Z izgubljeno vojaško operacijo v Južni Osetiji je Gruzija dokončno izgubila nadzor nad njenim ozemljem s tem pa še tisto malo zaupanja med njenimi prebivalci, ki so verjeli v nekakšno avtonomijo, mir in sožitje z Gruzijo. Šestindvajsetega avgusta je Rusija priznala Južno Osetijo in Abhazijo kot samostojno državo dva, 5. septembra je to storila še Nikaragva. Do leta 2011 je državi priznalo že šest držav (Rusija, Nikaragva, Venezuela, Nauru, Vanuatu, in Tuvalu).
Zaradi izgubljene vojne, ozemlja ter gospodarskih sankcij iz strani Rusije je predsednik Gruzije Miheil Saakašvili med ljudmi postal izredno nepriljubljen kar je v mesecih in letih po vojni pripeljalo do številnih nasilnih demonstracij in celo upora v vojski.